# Basilica di Santa Maria Maggiore (Nicosia, Italia)
La basilica di Santa Maria Maggiore è un luogo di culto della città di Nicosia, in Sicilia.

## Storia

### Epoca normanna
Il Gran Conte Ruggero dopo la conquista normanna perfezionò una chiesetta ove officiare le sacre liturgie secondo il rito latino. 
Le fonti documentali divergono circa l'origine del luogo di culto, probabilmente trattasi di piccola e primitiva cappella tardo bizantina verosimilmente adibita a moschea in epoca araba. Denominata chiesa di Santa Maria della Scala per via della modalità d'accesso attraverso rampe di scale, l'ingrandimento dei corpi di fabbrica su tutti gli altri edifici di culto cittadini sotto lo stesso titolo, comportò la denominazione di chiesa di Santa Maria Maggiore.
Nel 1147c. dopo le vicende della diocesi di Messina, il temporaneo accorpamento nella diocesi di Troina che assembra parte delle diocesi del versante tirrenico e la soppressa Dioecesis Tauromenitana sul versante ionico, l'arcivescovo di Messina Arnaldo, regnante Ruggero II di Sicilia, dona la vetustissima chiesa di Santa Maria in Vaccarra ai Cavalieri dell'Ordine dell'Ospedale di San Giovanni di Gerusalemme o Ospitalieri Gerosolimitani.
Il tempio di rito latino è considerato matrice della porzione di territorio abitata dai mariani, in contrapposizione al tempio di rito greco di San Nicolò il Petit o San Nicolò il Piccolo o del Castello, poi derivato in San Nicolò al Piano, principale luogo di culto sostenuto dalla fazione dei nicoleti.

### Epoca svevo - aragonese
Nonostante le travagliate vicende, le strutture furono ulteriormente ampliate sotto i regnanti Svevi, l'edificio è documentato sul piano detto dell'Orologio, in cui oggi rimangono alcuni resti e su di essi nel XIX secolo fu edificata la Torre dell'Orologio. 
La chiesa è consacrata il 7 aprile 1267 dal cardinale Rodolfo (Raoul de Grosparmy), vescovo d'Albano, delegato pontificio in Sicilia sotto il papato di Clemente IV.
Ingrandita durante i contrasti con i nicoleti, fu portata a termine nel 1454.

### Epoca spagnola
Elevata a collegiata con collegio o capitolo di chierici canonici muniti d'insegne di rocchetto, mozzetta violacea e negra, cappa magna ed armellino nel 1625, sotto il pontificato di Papa Urbano VIII, la costruzione vantava ben sedici colonne nella ripartizione dell'aula e due vasti portici: uno rivolto a settentrione, l'altro a ponente.

### Epoca borbonica
Nel 1757 due distinti smottamenti causati dal terreno instabile per la particolare conformazione della porzione di costone roccioso e dalle consistenti piogge, determinarono due consecutivi eventi franosi. Un primo disastro interessò la contrada di San Luca Casale. Un secondo avvallamento inghiottì la normanna struttura di Santa Maria Maggiore e le chiese sotto il titolo di San Giacomo, San Martino, San Giuliano, San Rocco, Santa Margherita e numerosi edifici privati. Con il verificarsi della frana la collegiata di Santa Maria Maggiore, in attesa della ricostruzione dell'edificio, fu temporaneamente accorpata alla collegiata di San Nicolò.
Dopo 10 anni su sollecitazione di Ferdinando III di Borbone fu costruita la chiesa nelle forme attuali, nelle vicinanze del castello. Il progetto fu affidato all'architetto catanese Giuseppe Serafino. A riedificazione ultimata il tempio ospitò le opere scampate della primitiva chiesa e quelle provenienti dagli edifici religiosi e civili distrutti dalla frana: fra queste il polittico marmoreo del presbiterio, la Madonna con Bambino dell'altare nel transetto sinistro e il portale.
L'accresciuta popolazione indusse il sovrano Ferdinando I delle Due Sicilie a concordare con Papa Pio VII la definizione di una nuova entità diocesana. La città di Nicosia la spuntò sulla riproposizione della candidatura di Troina, a garantire la correttezza della valutazione fu determinante la supervisione di Raffaele Mormile, arcivescovo di Palermo. Contestualmente la città si divise sulla designazione della sede a cattedra: le due opposte e secolari fazioni avanzarono la candidatura delle chiese dei rispettivi quartieri. A derimere la questione furono chiamati due grandi architetti Domenico Marabitti e Michele Billone, in seguito anche Alessandro Emanuele Marvuglia, titolati accademici già invitati ad esprimere pareri tecnici e giudizi artistici sulla ristrutturazione della cattedrale di Palermo.
Le diatribe, le rivendicazioni, i primati fra le opposte fazioni, non cessarono neanche con la pubblicazione di una seconda bolla pontificia che decretava l'elevazione al rango di basilica minore mantenendo il titolo di matrice. Fino al 1825 seguirono una serie di obblighi, restrizioni di diritti e decadimenti di privilegi. Solo con la bolla di conciliazione del 4 agosto 1847 si giunse ad una tregua, pacificazione sancita da approvazione regia il 25 settembre 1849 che pose fine alle rivalità.

### Epoca contemporanea
Completata nel 1904, anno in cui fu anche consacrata dal vescovo Ferdinando Fiandaca, come illustra l'affresco del 1903 di Ettore Ximenes riprodotto nella calotta dell'abside.

## Architettura

### Facciata
Il prospetto della chiesa in stile barocco è incompiuto, insiste su un limitato sagrato accessibile mediante scalinata in pietra. La facciata, ripartita su due ordini, è animata da tre aperture in corrispondenza delle navate, tra cui spicca il grandioso portale tardo barocco finemente scolpito, dono del barone La Via di Sant'Agrippina, sormontato da una grande finestra rettangolare. I due ingressi minori sono denominati rispettivamente Porta della Congregazione dei nobili del Monte di Pietà a sinistra, e Porta del Giubileo.
Gli stipiti, riccamente scolpiti, racchiudono vasi con fiori allegorici; le grandi mensole sono sorrette dalle statue pagane ed elementi profani: a sinistra il dio del vino Bacco e la dea dell'amore Venere con Cupido munito di arco; a destra la dea Cerere, con una foglia di palma in mano, e il dio dei venti Eolo.

## Interno
Impianto basilicale a tre navate inframezzate da arcate a tutto sesto su pilastri cruciformi e transetto aggettante. Una grande cupola su pennacchi di raccordo a un tamburo ottagonale, si erge sulla crociera del transetto. L'interno presenta ricchi stucchi realizzati da Carmelo Guglielmino di Giarre tra la fine del XIX e i inizi del XX secolo e un grande affresco nella calotta absidale. La copertura è a volta a botte nella navata centrale e a cupolette ribassate nelle navate laterali.

### Transetto
- Absidiola destra: Cappella del Santissimo Crocifisso. L'ambiente ospita il Crocifisso denominato Padre della Misericordia del 1600c., opera in cartapesta romana di Vincenzo Calamaro. La venerata icona è processionata il terzo venerdì di novembre. A sinistra è collocato un quadro raffigurante la Cattura di Gesù nell'orto, sulla destra è posta una tela che rappresenta Gesù con la Veronica. Dietro il crocifisso è collocata una grande tela di autore ignoto fatta restaurare nel 1784 a spese del notaio Gorgone, raffigurante la processione di penitenza durante la peste del 1626. Il crocifisso corrispettivo nel tempio di San Nicolò è denominato Padre della Provvidenza.
  - Braccio destro: Cappella di San Lorenzo. Manufatto con colonne aggettanti ospitante la nicchia con statua di San Lorenzo. Sulla volta decorata in stucco è presente un medaglione raffigurante la Vergine Maria con ritratta accanto una nube, su quest'ultima sono riprodotti i tre santi nicosiani che intercedono per il loro popolo: Papa Leone II, San Felice e San Luca Casale.
- Absidiola sinistra: Cappella del Santissimo Sacramento. Paliotto, pannello ligneo decorativo riproducente la Crocifissione di Gesù, su di uno schema ripreso dalla Crocifissione del Tintoretto. Ai lati in rilievo sono riprodotte quattro scene della Passione di Cristo: Cristo nell'Orto degli Ulivi, la Flagellazione, la Coronazione di Spine e la Salita al Calvario.
  - Braccio sinistro: Cappella della Vergine. L'ambiente presenta colonne con ornamenti tortili. Madonna in marmo attribuita a Francesco Laurana. Sulla volta decorata in stucco è presente un medaglione raffigurante la Vergine Maria che protegge sotto il suo manto la città di Nicosia.

### Altare maggiore
Mensa - altare versus populum scolpito da Salvatore Valenti.

#### Cona
Tribuna o Cona, gruppo marmoreo del 1499 - 1511, monumentale icona o polittico o retablo con fregi in oro zecchino. L'insieme descrive scene di vita della Vergine Maria fra raffigurazioni di santi, apostoli, evangelisti e schiere d'angeli, opera per forma e grandezza unica in Sicilia.
Il complesso manufatto marmoreo nei sette ordini contempla:
1. San Michele Arcangelo, statua marmorea sommitale raffigurante il capo delle milizie celesti nell'atto di brandire vittorioso la spada sfoderata, col drago soggiogato in catene posto ai suoi piedi;
2. Incoronazione della Vergine, altorilievo lunettone superiore;
3. San Giovanni Battista statuetta, Natività della Vergine altorilievo teatrino centrale, Sant'Agata statuetta;
4. San Paolino da Nola statuetta, Arcangelo Gabriele o Angelo Annunciante altorilievo, Natività di Gesù altorilievo teatrino centrale, Vergine Annunciata altorilievo, Santa Lucia statuetta;
5. San Marco Evangelista (leone alato), San Luca Evangelista (bue alato), Assunzione di Maria altorilievo lunetta centrale, San Matteo Evangelista (angelo), San Giovanni Evangelista (aquila);
6. San Pietro Apostolo statua, Santo Stefano Protomartire statua, Transito della Vergine altorilievo teatrino centrale, San Lorenzo Martire statua, San Paolo Apostolo statua;
7. Apostoli, Serafini, Tabernacolo, Serafini, Apostoli serie di figure a mezzobusto realizzate in altorilievo.

Lungo l'asse verticale centrale risalta la teoria di teatrini raffiguranti episodi della vita della Vergine Maria: il Transito, l'Assunzione, la Natività della Vergine, l'Annunciazione in due scene che delimitano a loro volta la Natività di Gesù e la Coronazione. Gli ultimi tre ordini sono delimitati da candelabra. Le arcate, fasce e cornicioni che ripartiscono gli scomparti sono riccamente decorati con bassorilievi fitomorfi, stilizzazioni e motivi indorati su campo bianco secondo il costume dell'epoca.

## Altre opere
- XVI secolo, Martirio di San Lorenzo, olio su tela, opera del nicosiano Giacomo Campione.
- XIX secolo, Martirio di San Pietro, copia del celebre dipinto di Caravaggio.
- XVIII secolo, Martirio di Sant'Agata, dipinto.
- 1518c., Trono di Carlo V, stallo presbiteriale adattato a trono. Sul manufatto sedette l'imperatore nel 1535 durante la visita a Nicosia nell'ambito delle celebrazioni del trionfo per la Conquista di Tunisi.
- XVII secolo, Angelo custode e Sant'Onofrio Anacoreta, statue lignee, opere di Giovanni Battista Li Volsi.
- 1797,  Assunta, statua lignea, opera di Filippo Quattrocchi.
- XIV secolo, Vessillo di Pietro II d'Aragona.
- Antonio Cancellario, ritratto dell'arciprete di Nicosia ed in seguito arcivescovo di Messina dal 1564 al 1568.
- Archivio storico di circa 90 volumi.
- Pulpito, manufatto del 1896-1903 collocato presso l'arco della crociera a sinistra.
- Paliotto d'altare, manufatto in legno dipinto a colori vivaci.

I corpi di San Saturnino e Santa Severina, la reliquia del dito indice di San Lorenzo Martire.